# Wemakefab
Wemakefab (Вимейкфаб) — российская ИТ-компания, диджитал-продакшн полного цикла из Санкт-Петербурга. Занимает 1-е место в рейтинге креативных агентств Санкт-Петербурга по версии «Рейтинга Рунета», 4-е место в рейтинге креативности в дизайне сайтов по России по версии «Рейтинга Рунета», 12-е место в рейтинге дизайн-студий России по версии Tagline.

## История
Компания была основана в 2010 году под названием «Фабрика успеха». Основатель — Виктор Рындин. В 2019 после смены позиционирования переименована в Wemakefab. Оборот за 2022 год — 88 миллионов рублей.
В декабре 2022 года компания запустила собственный онлайн-сервис Dprofile — платформу для отечественных дизайнеров и заказчиков. Сервис Dprofile был отмечен в номинации «Сайты — Сервисы» в конкурсе «Рейтинг Рунета 2023», в номинации «CX/UX/Product — Кейс года» премии Ruward Award, в номинации «Сайты — IT-технологии и онлайн-сервисы» премии Workspace Digital Awards, в номинации «Сайты — Лучший импортозамещающий сайт» в конкурсе Tagline Awards.

## Профиль деятельности компании

### Основные направления деятельности
- UX/UI-дизайн
- Бэкенд-разработка
- Фронтенд-разработка
- Аналитика и проектирование
- Аутстаффинг
- Поддержка

Компания реализовала более 100 проектов для e-commerce и ритейла, банков, сферы строительства и недвижимости, образования, сферы медтех, финтех и фудтех, логистики и транспорта. Среди клиентов компании — Cofix, Даблби, SASCO, Первоуральский банк, ВКонтакте, Столото, Мегафон, Globus и другие.

## Награды
Проекты диджитал-продакшна отмечены наградами «Рейтинга Рунета», Золотой сайт и Золотое приложение, Тэглайн Awards, Workspace Digital Awards, Ruward Award, Dprofile, а также международными конкурсными проектами Awwwards, CSS Design Awards, Behance.
К 2023 году компания насчитывает более 140 наград за разработку и дизайн. Среди них в 2022 и 2023 году: 1-е место в конкурсе «Рейтинг Рунета» за проект Dprofile в номинации «Сервис»; 1-е место в премии Workspace Digital Awards за проект GS-Project в номинации «Дизайн и брендинг — UX/UI» и за проект Dprofile в номинации «Сайты — IT-технологии и онлайн-сервисы»; 1-е место в конкурсе «Золотой сайт» за проект «Лапландия» в номинации «Сайты: Интернет-магазин розничной торговли», 1-е место в премии Tagline Awards за проект «Визаход» в номинациях «Лучший сайт» и «Лучший сайт об услугах», 1-е место в конкурсе «Золотой сайт» за проект Cofix в номинации «Доставка продуктов и фудтех»; 1-е место в конкурсе «Рейтинг Рунета» за проект Fontshare в номинации «Сервис», 2-е место в конкурсе «Золотой сайт» за проект SASCO в номинации «Логистика, транспорт» и другие.

## Позиции в рейтингах

### Рейтинг Рунета
| Направление                                                         | 2022 | 2023 |
| ------------------------------------------------------------------- | ---- | ---- |
| Рейтинг креативности в дизайне сайтов                               | 7    | 4    |
| Рейтинг ведущих веб-студий Санкт-Петербурга                         | 5    | 4    |
| Рейтинг аутстаффинг компаний Санкт-Петербурга                       | —    | 4    |
| Рейтинг разработчиков дизайна приложений Санкт-Петербурга           | —    | 8    |
| Рейтинг агентств по поддержке и развитию сайтов в Санкт-Петербурге  | 13   | 12   |
| Рейтинг агентств аутстаффинга / Работают на субподряде              | —    | 17   |
| Разработка мобильных приложений в Санкт-Петербурге                  | —    | 19   |
| Рейтинг агентств разработки дизайна интерфейса приложения           | —    | 21   |
| Рейтинг агентств аутстаффинга / Программирование и настройка сайтов | —    | 31   |
| Рейтинг диджитал-агентств Санкт-Петербурга                          | 37   | 36   |
| Рейтинг веб-студий по России                                        | 58   | 42   |
| Общий рейтинг веб-студий                                            | 57   | 43   |
| Рейтинг агентств, продающих услуги аутстаффинга                     |      | 52   |
| Рейтинг веб-студий по созданию и разработки сайтов под ключ         | 66   | 56   |

### Tagline
| Направление                                                        | 2023 |
| ------------------------------------------------------------------ | ---- |
| Рейтинг лучших студий диджитал-дизайна России                      | 12   |
| Рейтинг лучших веб-студий / комплексных диджитал-продакшнов России | 48   |
| Рейтинг лучших веб-разработчиков / веб-интеграторов России         | 50   |
| Рейтинг лучших аутстаф-разработчиков России                        | 68   |

### Ruward
| Направление        | 2023 |
| ------------------ | ---- |
| Рейтинг веб-студий | 66   |

### Партнёрство
Компания работает с ключевыми партнёрскими программами на рынке: Globus, AWG, BSL, 65apps, MediaSoft, Nerve AI, Heads and Hands, Extyl, evApps.

## Публичные выступления
Руководство компании наряду с другими ключевыми сотрудниками активно участвует в отраслевых и клиентских мероприятиях и конференциях.
| Конференция или форум | Доклад |
| --- | --- |
| «Цифровой девелопмент» / «Сегодня»                                                                                            | «Цифровизация девелоперской компании: как продуктовый подход помогает формулировать KPI и влиять на них»                        |
| «Цифровизация транспорта» / Сегодня»                                                                                          | «Как цифровизация транспортной компании влияет на сервис, деньги и персонал»                                                    |
| «Маркетинг и брендинг в условиях рыночных изменений и импортозамещения» / Ленинградская областная торгово-промышленная палата | «Маркетинг и брендинг в условиях рыночных изменений и импортозамещения»                                                         |
| Ural Digital Weekend 2024 / Spectr, Tagline                                                                                   | «Почему продукт — мастхэв для твоего агентства. Как не сделать мертворожденный продукт?»                                        |
| «Чипец-6» / Студия дизайна «Чипса»                                                                                            | «Как управлять проектами, чтобы было приятно и заказчику, и разработчику»                                                       |
| GP Days 2023 / Globus IT | «Как и зачем агентству запускать свои продукты и стоит ли игра свеч? Экономика, выбор ниши, пошаговый план, проблемы, наш опыт» |
| DIGITAL UDMURTIA Summer Camp 2023                                                                                             | «Как разработать крупный IT-продукт: синхронизация дизайнеров, разработчиков и пользователей»                                   |
| 26-й Российский Интернет Форум                                                                                                | «Идеальный баланс между аутстаффом и аутсорсом»                                                                                 |
| DevFest Omsk 2023 | «В UX с ноги: как не приуныть по пути»                                                                                          |
| DevFest Omsk 2023 | «ООП и Frontend. Гороскоп совместимости»                                                                                        |
| «Российский диджитал. Год в новой реальности» / Globus IT                                                                     | «Российский диджитал. Год в новой реальности»                                                                                   |
| Волжский диджитал-тур в Ульяновске / Ruward и ДАЛЕЕ                                                                           | «Рейтинги, конкурсы, доклады и ещё 7 инструментов, как пропиарить агентство»                                                    |
| «IT и образование» / Академия ТОП                                                                                             | «Карьерный трек дизайнера» |

## Организация мероприятий
Компания регулярно проводит офлайн-мероприятия в формате лекториев в разных городах России. На лекториях проходят:
- Лекции от экспертов;
- «Открытый микрофон», где с докладом может выступить любой желающий;
- Дизайн-ревью, где эксперты оценивают проекты дизайнеров и дают обратную связь;
- Мастермайнды, где каждый участник может поделиться своей проблемой и получить советы от других участников и экспертов;
- Нетворкинг, где участники могут знакомиться и общаться с коллегами вживую.